# Laminacutus libanensis
Laminacutus libanensis är en insektsart som beskrevs av Abdul-nour 2002. Laminacutus libanensis ingår i släktet Laminacutus och familjen dvärgstritar. Inga underarter finns listade i Catalogue of Life.